# Kosei Ishigami
Kosei Ishigami (født 11. januar 1990) er en japansk fodboldspiller.
Han har spillet for flere forskellige klubber i sin karriere, herunder Mito HollyHock og Gainare Tottori.